# Aline (película)
Aline (titulada La voz del amor en Hispanoamérica) es una película musical de comedia dramática francocanadiense coescrita, dirigida y protagonizada por Valérie Lemercier. Una representación ficticia de la vida de Céline Dion, Lemercier interpreta a “Aline Dieu”, una cantante canadiense que alcanza el estrellato internacional.
Lemercier interpreta a Aline en cada etapa de su vida desde la niñez hasta la mediana edad, con su cuerpo y rostro ajustados digitalmente para su edad en la posproducción. Sin embargo, su canto es interpretado por la cantante francesa Victoria Sio.
Aline tuvo su estreno mundial el 13 de julio de 2021 en el Festival de Cine de Cannes y fue estrenada en Francia el 10 de noviembre de 2021 por Gaumont y en Canadá el 26 de noviembre de 2021 por Maison 4:3. Recibió críticas mixtas de los críticos y obtuvo cuatro nominaciones en la 47.ª ceremonia de los Premios César, incluyendo Mejor Película, y Lemercier ganando como Mejor Actriz.

## Reparto
- Valérie Lemercier como Aline Dieu (Céline Dion)
  - Victoria Sio como la voz cantante de Aline
- Sylvain Marcel como Guy-Claude Kamar (René Angélil)
- Danielle Fichaud como Sylvette Dieu (Thérèse Dion)
- Roc Lafortune como Anglomard Dieu (Adhémar Dion)
- Antoine Vézina como Jean-Bobin Dieu
- Pascale Desrochers como Pascale Dieu
- Jean-Noël Brouté como Fred
- Sonia Vachon como Martine Lévêque
- Alain Zouvi como el Doctor Lablanchette
- Yves Jacques como un Presentador

## Estreno
La película se estrenó en el Festival de Cine de Cannes de 2021 y se estrenó en Canadá en noviembre de 2021.
Antes de su estreno en Canadá, la familia Dion se pronunció en contra de la película, criticándola por inexactitudes fácticas y por retratar a su familia como “una pandilla de Bougons”. La película fue aprobada por el manager de Dion; La misma Dion no ha hablado de ello públicamente hasta la fecha, aunque Lemercier ha afirmado que el hijo de Dion, René-Charles, se acercó a ella para solicitar una visita privada.

## Recepción

### Taquilla
Aline recaudó $667,308 en los Estados Unidos y Canadá, y $10,5 millones en otros territorios para un total mundial de $ 11,2 millones, frente a un presupuesto de producción de alrededor de $25,3 millones.

### Respuesta crítica
En el sitio web de revisión y reseñas Rotten Tomatoes, la película obtuvo un índice de aprobación del 58% sobre la base de 78 reseñas, con una calificación promedio de 5.5/10. El consenso de los críticos del sitio web dice: “Una combinación inolvidable de lo convencional y lo singularmente extraño, Aline es definitivamente extraña, pero también extrañamente entretenida”. En Metacritic, la película obtuvo un puntaje promedio de 53 sobre 100, basado en 24 críticas, lo cual indica “reseñas mixtas o promedio”. En AlloCiné, la película tiene una calificación promedio de 4.1/5 basada en 35 reseñas de prensa.
Para Variety, Peter Debruge escribió que “Lemercier no se atrevería a ofender a Dion, ni soñaría con darles a los fanáticos la más mínima razón para cuestionar su devoción, por lo que ‘Aline’ se siente como una película basada en la fe, donde Dieu (francés para ‘Dios’) recibe el tratamiento reverencial de ‘vidas de santos’. Para aquellos que ajustan sus expectativas en consecuencia, sigue siendo un reloj extremadamente satisfactorio — solo uno en el que los únicos conflictos son convencer a los padres de Aline de que acepten su amor por el gerente Guy-Claude (Sylvain Marcel), la pareja que intenta quedar embarazada y un período complicado en el que las cuerdas vocales de Aline casi fallan. Basta con decir que la mayoría de las lágrimas de la película son de felicidad”.

## Premios
* Fuente: Página de la película en IMDb. 
| Año  | Premio o festival | Categoría                | Nominado                                                         | Resultado |
| ---- | ----------------- | ------------------------ | ---------------------------------------------------------------- | --------- |
| 2022 | Premios César     | Mejor película           | Valérie Lemercier                                                | Nominada  |
| 2022 | Premios César     | Mejor dirección          | Valérie Lemercier                                                | Nominada  |
| 2022 | Premios César     | Mejor actriz             | Valérie Lemercier                                                | Ganadora  |
| 2022 | Premios César     | Mejor actor secundario   | Sylvain Marcel                                                   | Nominada  |
| 2022 | Premios César     | Mejor actriz secundaria  | Danielle Fichaud                                                 | Nominada  |
| 2022 | Premios César     | Mejor guion original     | Valérie Lemercier y Brigitte Buc                                 | Nominadas |
| 2022 | Premios César     | Mejor decorado           | Emmanuelle Duplay                                                | Nominado  |
| 2022 | Premios César     | Mejor vestuario          | Catherine Leterrier                                              | Nominada  |
| 2022 | Premios César     | Mejor sonido             | Olivier Mauvezin, Arnaud Rolland, Edouard Morin y Daniel Sobrino | Nominados |
| 2022 | Premios César     | Mejores efectos visuales | Sébastien Rame                                                   | Nominado  |
| 2022 | Premios Lumières  | Mejor actriz             | Valérie Lemercier                                                | Nominada  |